# Penelope superciliaris
Penelope superciliaris е вид птица от семейство Cracidae.

## Разпространение
Видът е разпространен в Аржентина, Боливия, Бразилия и Парагвай.